# Municipio de Diamond Creek
El municipio de Diamond Creek (en inglés: Diamond Creek Township) es un municipio ubicado en el condado de Chase en el estado estadounidense de Kansas. En el año 2010 tenía una población de 241 habitantes y una densidad poblacional de 0,64 personas por km².

## Geografía
El municipio de Diamond Creek se encuentra ubicado en las coordenadas 38°25′31″N 96°42′19″O / 38.42528, -96.70528. Según la Oficina del Censo de los Estados Unidos, el municipio tiene una superficie total de 374.06 km², de la cual 372,28 km² corresponden a tierra firme y (0,47 %) 1,77 km² es agua.

## Demografía
Según el censo de 2010, había 241 personas residiendo en el municipio de Diamond Creek. La densidad de población era de 0,64 hab./km². De los 241 habitantes, el municipio de Diamond Creek estaba compuesto por el 95,44 % blancos, el 1,66 % eran asiáticos, el 0,41 % eran de otras razas y el 2,49 % eran de una mezcla de razas. Del total de la población el 2,07 % eran hispanos o latinos de cualquier raza.